# Mauritz Klingspor
Wilhelm Mauritz Klingspor, född 7 december 1744 på Fluxerum i Karlstorps socken, död 15 maj 1814 i Stockholm, var en svensk greve, militär och politiker.

## Biografi
Klingspor var överbefälhavare (General en Chef) för de svenska trupperna i Finland i början av finska kriget 1808–1809, men fick avsked i september 1808 och efterträddes av dåvarande generalen i armén, Karl Nathanael af Klercker.
I Johan Ludvig Runebergs nationalepos Fänrik Ståls sägner handlar dikten Fältmarskalken om honom, men han nämns i flera andra dikter, till exempel Fänrikens marknadsminne.
Han deltog i riksdagarna 1769, 1771–1772, 1778–1779, 1786 och 1800.
Studentsången Under Svea banér uruppfördes 24 oktober 1808 som en hyllning till Mauritz Klingspor i Uppsala när han var på genomresa till Stockholm.

## Familj
Mauritz Klingspor var son till friherre Christian Fredrik Klingspor och Anna Magdalena Pauli, vars mor var friherrinna Strömfelt.
Klingspor gifte sig med Anna Charlotta af Petersens, dotter till en direktör i Svenska Ostindiska Companiet, Herman Petersen, och Charlotta Bedoire. I äktenskapet föddes flera barn, bland andra Gustaf Klingspor. Klingspor var gift en andra gång med Hedvig Ulrika von Willebrand. I äktenskapet med von Willebrand föddes dock inga barn.

## Händelser, titlar och utmärkelser
Klingspor blev volontär vid Jönköpings regemente 1751, 1752 förare och 29 maj 1754 sergeant där. År 1755 blev han sergeant vid Spensiska infanteriregementet i Stralsund.
29 augusti 1756 blev han student vid Lunds universitet och samma år 11 november löjtnant i fransk tjänst vid regementet Royal Pologne i Frankrike och 18 april 1757 vid Prinsen av Nassau-Usingens infanteriregemente. År 1763  lämnade han fransk tjänst.
År 1765 blev han löjtnant vid Jämtlands regemente, 1767 kapten där och 1771 major. År 1772 utnämndes han till major vid Upplands regemente, 1775 till överstelöjtnant vid Västerbottens regemente 1779 överste där och 1784 överste för Dalregementet.
År 1766 var han ambassadkavaljer under greve Adam Horns ambassad till Köpenhamn med anledning av Kronprins Gustafs förmälning med Sophia Magdalena, 1771 kavaljer hos hertig Fredrik Adolf, 1785 stallmästare hos Hertig Fredrik Adolf och 1788 generaladjutant hos Konung Gustaf III samt 1792 Ledamot av Konungens konselj samt president i Krigskollegium.
År 1789 utsågs han till generalmajor och 1790 generallöjtnant samt general en chef över finska armén, 1794 överste vid Björneborgs regemente och 1795 överste vid Nylands regemente
År 1795 utsågs han till kommendör med stora korset av Svärdsorden och 1796 till Serafimerriddare. 1799 blev han utnämnd och upphöjd till greve och 1800 utnämnd till en af rikets herrar.
1802 blev han General av Infanteriet, 1808 Fältmarskalk samt 1809, Överståthållare i Stockholm. 1810, Erhöll han avsked

## Utmärkelser
- Kommendör med stora korset av Svärdsorden,  1795
- Kungliga Serafimerorden,  1796

[Redigera Wikidata]